# Чонбури
Чонбури (тайск. ชลบุรี) — город в Таиланде, столица одноименной провинции. Расположен примерно в 100 км к востоку от Бангкока, на берегу Сиамского залива. Чонбури это современный торгово-транспортный центр. Хорошо развита сахарная промышленность. Близ Чонбури добывается марганцевая руда.
Статус города (thesaban mueang) с 1935 года.
Здесь ежегодно проходят скачки на буйволах, для чего в 1980-е годы на окраине города был построен специальный ипподром («буйволодром»).